# متسوبيشي إف إكس
متسوبيشي إف إكس هي طائرة شبح من مقاتلات الجيل السادس قيد التطوير لصالح قوة الدفاع الذاتي الجوية اليابانية وهي أول طائرة شبحية تطور في اليابان ومن المخطط بأن تستبدل ميتسوبيشي إف 2 في منتصف عقد 2030.